# Calypso (genere musicale)
La musica calypso (talvolta calipso in italiano) è un genere musicale che appartiene alla cultura afroamericana delle isole dei Caraibi.

## Storia
Nasce a Trinidad agli inizi dell'Ottocento. Si ritiene che le sue origini vadano ricercate nei metodi di comunicazione usati tra gli schiavi nelle piantagioni. Successivamente all'importazione, da parte dei francesi, del carnevale nell'isola, il calypso venne utilizzato come elemento folkloristico e così aumentò la sua popolarità, che esplose dopo l'abolizione della schiavitù nel 1834.
La musica calypso fu spesso censurata, soprattutto dai britannici, a causa del suo contenuto politico e di forte protesta, scomodo alle autorità: i "calypsos" infatti denunciavano spesso le tragiche condizioni in cui lavoravano o vivevano e i politici corrotti. Ma la censura non li fermò e, anzi, aumentò il loro desiderio di ribellione.
Il calypso esplose come genere nel 1956 quando Harry Belafonte, soprannominato appunto "re del calypso", utilizzando una variante più attenuata, e quindi più commercializzabile del genere, pubblicò nel suo disco Calypso una riedizione di Banana Boat Song, una canzone tradizionale giamaicana, che ebbe subito molto successo. Altro artista di successo è la cantante Calypso Rose, attiva per oltre 50 anni nel genere.